# Suquet
Suquet – danie kuchni katalońskiej, rodzaj gulaszu przygotowywanego z ryb (podstawą jest zwykle morralla) i skorupiaków. Zwykle dodawane są też szafran i migdały.

## Historia
Marynarze znajdując ryby o niewielkiej lub żadnej wartości rynkowej, a także kawałki uszkodzone przez narzędzia podczas połowu, przygotowywali z nich potrawę, która uhonorowałoby bogów morza oraz służyły do karmienia załogi łodzi rybackich.

## Etymologia
Nazwa suquet pochodzi od słowa "suc", które oznacza sok w języku katalońskim.